# Base de lancement de Sohae
La base de lancement de satellite de Sohae  ou Tongch'ang-dong Pongdong-ri (Hangul: 동창동 미사일 발사장, Hanja: 平安北道铁山郡的西海卫星发射场) est une base de lancement de fusées située sur la côte occidentale de la Corée du Nord dans la province du Pyongan du Nord.

## Caractéristiques
La base est située dans une région de collines à une cinquantaine de kilomètres de la frontière avec la Chine et à une quinzaine de kilomètres de la ville nord-coréenne de Cholsan. Les premiers travaux importants sur le site ont démarré  au début des années 2000. Le site comprend notamment un banc d'essais pour moteur-fusée, un bâtiment d'assemblage et un pas de tir.

## Historique
La base a été construite dans les années 1990. Elle est utilisée pour la première fois en avril 2012 pour lancer une fusée Unha-3 le 13 avril (heure locale), mais le tir se termine par un échec. Un tir est également effectué le 7 février 2016, lançant le satellite Kwangmyŏngsŏng 4.

## Démantèlement partiel
Lors du sommet de Singapour entre Donald Trump et Kim Jung-Un du 12 juin 2018, les deux dirigeants se sont accordés sur la destruction d'une des bases de lancement nord-coréennes. On apprend par des sources Sud-Coréenne qu'il s'agit de Sohae. Le 23 juillet 2018, le site 38 North publie les premières images du démantèlement en cours. Durant le mois de juillet, les Nord-Coréens commencent le démantèlement des rails entre le bâtiment d'assemblage et le pas de tir et l'enlèvement d'une partie des composants des réservoirs de carburant du banc d'essais de moteur-fusée. Des officiels des services secrets Sud-Coréen, ayant visité le site le 31 octobre 2018 déclarèrent que Sohae était en cours de démantèlement et se préparait a une inspection internationale. 
Après l'échec sommet d'Hanoï des 27 et 28 février 2019, la Corée du Nord entreprend la reconstruction du site de Sohae, reconstruction fini le 9 mars. Le 7 décembre 2019, la Corée du Nord réalise un test de moteur « très important » d'après un porte-parole de l’Académie nationale des sciences du Nord.